# Candyman World Tour
Candyman World Tour es una gira realizada por el guitarrista de Toto, Steve Lukather junto a su banda Los Lobotomys para promocionar el disco Candyman de Lukather.

## Conciertos
- 6 de diciembre de 1994 Elysée Montmartre , Paris (France)

Los Lobotomys Candyman Tour
- 3 de diciembre de 1994 Le bikini , Toulouse (France)

Los Lobotomys Candyman Tour
- 2 de diciembre de 1994 Théâtre Jean Villar eysines , Bordeaux (France)

Los Lobotomys Candyman Tour
- 1 de diciembre de 1994 Theatre du Moulin , Marseille (France)

Los Lobotomys Candyman Tour
- 28 de noviembre de 1994 Vredenburg , Utrecht (Holland)

Los Lobotomys Candyman Tour
- 27 de noviembre de 1994 The Livestation , Dortmund (Germany)

Los Lobotomys Candyman Tour
- 26 de noviembre de 1994 Pacific , Antwerp (Belgium)

Los Lobotomys Candyman Tour
- 24 de noviembre de 1994 City Square , Milano (Italy)

Los Lobotomys Candyman Tour
- 16 de noviembre de 1994 Kaivohuone , Helsinki (Finland)

Los Lobotomys Candyman Tour
- 15 de noviembre de 1994 Tullikamari , Tampere (Finland)

Los Lobotomys Candyman Tour
- 12 de noviembre de 1994 Palace , Norrköping (Sweden)

Los Lobotomys Candyman Tour
- 9 de noviembre de 1994 Palladium , Stockholm (Sweden)

Los Lobotomys Candyman Tour
- 8 de noviembre de 1994 Rondo , Gothenburg (Sweden)

Los Lobotomys Candyman Tour
- 6 de noviembre de 1994 Oosterpoort , Groningen (Holland)

Los Lobotomys Candyman Tour
- 5 de noviembre de 1994 Kulturzentrum , Mainz (Germany)

Los Lobotomys Candyman Tour
- 3 de noviembre de 1994 Fabrik , Hamburg (Germany)

Los Lobotomys Candyman Tour
- 27 de octubre de 1994 Rockhaus , Vienna (Austria)

Los Lobotomys Candyman Tour
- 26 de octubre de 1994 Posthof , Linz (Austria)

Los Lobotomys Candyman Tour
- 28 de agosto de 1994 Europahalle , Karlsruhe (Germany)

Los Lobotomys Candyman Tour
- 25 de agosto de 1994 Park Pop Festival , The Hague (Holland)

Los Lobotomys Candyman Tour
- 19 de agosto de 1994 Harley Davidson Festival , Cunlhat (France)

Los Lobotomys Candyman Tour
- 21 de julio de 1994 Izumi T-21 , Sendai (Japan)

Los Lobotomys Candyman Tour
- 19 de julio de 1994 Sun Plaza Hall , Tokyo (Japan)

Los Lobotomys Candyman Tour
- 18 de julio de 1994 Sun Plaza Hall , Tokyo (Japan)

Los Lobotomys Candyman Tour
- 16 de julio de 1994 Club Quattro , Nagoya (Japan)

Los Lobotomys Candyman Tour
- 14 de julio de 1994 Mido Hall , Osaka (Japan)

Los Lobotomys Candyman Tour
- 13 de julio de 1994 Crossing Hall , Fukuoka (Japan)

Los Lobotomys Candyman Tour
- 8 de julio de 1994 Out on the Green , Winterthür (Switzerland)

Los Lobotomys Candyman Tour
- 7 de julio de 1994 Sonaria Festival , Milan (Italy)

Los Lobotomys Candyman Tour
- 6 de julio de 1994 Stravinsky Montreux Jazz Festival , Montreux (Switzerland)

Los Lobotomys Candyman Tour
- 3 de julio de 1994 Collosaal , Aschaffenburg (Germany)

Los Lobotomys Candyman Tour
- 2 de julio de 1994 Marquee , Berlin (Germany)

Los Lobotomys Candyman Tour
- 1 de julio de 1994 Airport , Munchen (Germany)

Los Lobotomys Candyman Tour
- 30 de junio de 1994 Ludwig , Ludwigburg (Germany)

Los Lobotomys Candyman Tour
- 29 de junio de 1994 Ohne Filter SWF , Baden Baden (Germany)

Los Lobotomys Candyman Tour
- 28 de junio de 1994 Zelt Music Festival , Freiburg (Germany)

Los Lobotomys Candyman Tour
- 26 de junio de 1994 Zeche , Bochum (Germany)

Los Lobotomys Candyman Tour
- 25 de junio de 1994 Capitol , Hannover (Germany)

Los Lobotomys Candyman Tour
- 24 de junio de 1994 Midtfyns Festival , Odense (Denmark)

Los Lobotomys Candyman Tour
- 22 de junio de 1994 The Rockefeller , Oslo (Norway)

Los Lobotomys Candyman Tour
- 21 de junio de 1994 The Circus , Stockholm (Sweden)

Los Lobotomys Candyman Tour
- 19 de junio de 1994 KB's , Malmö (Sweden)

Los Lobotomys Candyman Tour
- 18 de junio de 1994 Pumpe Huset , Copenhague (Denmark)

Los Lobotomys Candyman Tour
- 16 de junio de 1994 Paradiso , Ámsterdam (Holland)

Los Lobotomys Candyman Tour
- 15 de junio de 1994 013 , Tilburg (Holland)

Los Lobotomys Candyman Tour
- 14 de junio de 1994 Luna Theatre , Bruxelles (Belgium)

Los Lobotomys Candyman Tour
- 12 de junio de 1994 Open Air Festival , Jübeck (Germany)

Los Lobotomys Candyman Tour
- 11 de junio de 1994 Fabrik , Hamburg (Germany)

Los Lobotomys Candyman Tour
- 10 de junio de 1994 Elysee Montmartre , Paris (France)

Los Lobotomys Candyman Tour
- 8 de junio de 1994 Wulfruna Hall , Wolverhampton (UK)

Los Lobotomys Candyman Tour
- 7 de junio de 1994 Marque , London (UK)

Los Lobotomys Candyman Tour
- Datos: Q5747431